# Hotel Arts Barcelona
El Hotel Arts Barcelona es un edificio emblemático de Barcelona (Cataluña, España). Fue construido entre 1991 y 1992 a la entrada del puerto olímpico que se construyó en Barcelona con motivo de los Juegos Olímpicos de 1992. Preside dicha zona junto con la vecina Torre Mapfre, que tiene una altura idéntica. Consta de 44 plantas y tiene 154 metros de altura.
Es una torre de vidrio de colores verdes y grises, rodeada de una estructura de hierro de color blanco, que fue diseñada por el arquitecto colombiano Bruce Graham, propiedad de Deutsche Bank y sede de un lujoso hotel de cinco estrellas de la cadena Ritz-Carlton, que abrió sus puertas en 1994. Integra también 30 apartamentos de lujo, todos dúplex, de una, dos o tres habitaciones, con cocina, comedor, que ocupan las nueve últimas plantas. Alguno de los apartamentos incluso tiene terraza.
El hotel alberga media docena de restaurantes, entre ellos el del chef Sergi Arola. En los bajos de la torre se encuentran varios locales de ocio, entre ellos el Casino de Barcelona. Frente a la fachada sur de la torre se levanta la escultura de un gran pez metálico dorado, obra de Frank Gehry, otro de los elementos emblemáticos del entorno del edificio.